# 鲍德温一世 (拉丁帝国)
鲍德温一世（法語：Baudouin；1172年7月—1205年）是拉丁帝国的首任皇帝。作为埃諾伯爵（稱博杜安六世）和佛蘭德伯爵（稱博杜安九世），他是第四次十字军东征的主要领导人之一。此次东征洗劫了君士坦丁堡并占领了拜占庭帝国的大片领土，并於1204年建立了拉丁帝国。1205年，鲍德温败于保加利亚沙皇卡洛扬，遭俘虜死於獄中。

## 家庭
鮑德溫一世的妻子是香檳的瑪麗，兩人有兩個女兒：
1. 君士坦丁堡的讓娜（約1199年—1244年）
2. 瑪格麗特二世（1202年—1280年）